# 在魔王城說晚安
《在魔王城說晚安》為熊之股鍵次創作的日本漫畫。于《週刊少年Sunday》2016年24号開始連載。以被魔王抓走公主的奇幻故事作背景，以公主在魔王城中尋求安眠為主題，當中橫插王道故事情節的搞笑短篇故事。截至2020年10月，单行本累積發行量超過200萬本。自原作漫畫改編的全12集電視動畫系列於2020年10月6日至12月22日播放。
本作在2017年《下一部人氣漫畫大賞》排名紙本漫畫類別第16名。

## 故事
人魔共存的年代，某一天魔王突然抓走了人類統一國家凱明國的公主並威脅想要回公主就交出世界的支配權，勇者為救回公主而出發。
本應是等待救援每日以淚洗面的公主卻因除了睡覺外閒得沒事做，結果經常為了睡得更好而把魔王城鬧得雞飛狗跳。

## 登場角色

### 主角
夜公主（聲：水瀨祈）
人類統一國家「凱明國」（カイミーン国）的公主，全名「歐蘿拉·栖夜·莉絲·凱明」。
故事開頭被魔王抓走的公主。
有銀白色的及膝長直髮，紫色的眼睛裡的星（☆）是王家的證明。（但偶爾會變兩顆）
年約18～20歲，在來到魔王城前是個忙於政務的大忙人，幾乎沒有時間睡覺，進入工作模式時會換黑色的工作服加黑絲，認為公主的工作一定要完美完成。
雖然是人質但毫無自覺，做事我行我素﹑不顧後果﹑幾乎不會反省。缺乏生活常識，不過擅長多種手藝及處理事務。有不靠著衣服就認不出熟人的毛病，但曾跟惡魔修道士說過只要不遮住眼睛就認得出來，另外到目前為止除了魔王塔索加雷外基本都用綽號叫身邊的人/魔物。
因為是重要人質，魔物們沒有粗暴對待甚至是溺愛她，所以公主也很有恃無恐，把魔王城當成自己家一樣，但是她本人其實也越來越在意魔物們，要是他們吵架公主指自己會睡不著覺，此外有時亦在思索魔物和人類為何會發生戰爭。
經常拿走珍貴藥水，進入十杰會議，隨便拆散傳說道具以及從魔物身上扒走素材，把魔王城弄得雞飛狗跳。曾被黑帝斯綁架到舊魔王城，公主在舊魔王城裡搜刮一陣之後又自己回到魔王城。常用武器是用王冠向剪刀魔術師換來的巨大剪刀，因此後期被叫「剪刀魔」、「剪刀幽靈」，戰鬥力上足以打敗不少魔物，曾經被吐糟像「忍者」﹑「雜技團員」﹑「魔王候補」﹑「暗殺者」等。
常常幫看守的惡魔小熊梳毛後收集毛髮做枕頭，編織毛內褲，之後還織成一件小熊連身睡衣，但是一穿上去就會被惡魔小熊認為是同伴，當受到威脅的惡魔小熊發動「呼叫同伴（なかまをよぶ）」時，就會被叫到前線去打仗，所以被人類稱之為「惡魔小熊亞種（デビあくまあしゆ）」。最後以魔導書發動強大技能，讓新手城的人類再也不敢挑戰小熊。
偶而贈送多餘的枕頭獲得魔物們的感謝，可是又會高興得睡不著，所以還是以凶8：善2的比例生活。
對自己的舌頭比一般人短了一點點而感到自卑。8歲時看到電影的主角用舌頭將櫻桃的莖打結，加上又被小時候的勇者刺激說舌頭太短不會舔霜淇淋，所以在被綁架到魔王城之前，每天都練習用舌頭將櫻桃的莖打結（第83夜）。
在回到魔王城時假借魅兒之口對全國發表演說，表達身為公主的責任就是維持人間界與魔界的和平，並自願回到魔界。
與詛咒音樂家因為魔導書的鼻炎而回到十年前，成為令魔王塔索加雷願意接受所有魔物的關鍵，在回到未來之際看到了綁架自己的企劃書，但因為覺得自己能“收穫愉快的未來”而把企劃書放回原處（第200-204夜）。
以幫惡魔小熊刷毛的方式獲得窂房的鑰匙。
喜歡「皇室巧克力棉花糖」。
會把城堡的藥水拿去賣掉，把得到的錢假裝是魔王弄丟的還給魔王，然後魔王會獎勵她棉花糖。

### 魔王城
魔王塔索加雷（其他譯名：黃昏，聲：松岡禎丞）
故事開頭抓走了公主的魔王，年約60歲，50歲時繼任魔王，一開始如同其他故事反派一樣將公主關在牢房，同時威脅凱明國，但隨著時間拉長反而被公主給耍的團團轉。
非常熱衷一般奇幻冒險遊戲常見的標準配置，興趣是調整戰鬥平衡和管理遊戲分支，戰鬥方式未知，期待勇者過關斬將前來跟自己一戰，喜歡的東西是怪鳥茶碗蒸與惡魔牧師做的細沙荻餅。
經常想給予勇者提示以及準備貴重道具給勇者，但幾乎全被公主破壞了。曾經因為公主經常把重要道具弄壞，間接影響到勇者一行人而發惡夢（第22夜）。
擁有第二型態，身形會變為原來的兩倍，由於本人認為樣子很嚇人，除非必要不會變身。
是個父控，遇到打擊時常會父王父王的喚，在丑三（前魔王）因縮小暫住魔王城時內心很高興，會因為父親與其他男人出去而萌生忌妒心。
初戀對象為勇者拂曉。成為魔王前五年去人間修行，意外撞見迷路在森林中的年幼勇者，並認錯性別，且稱小時的勇者為「小勇」。在幫助勇者離開森林後，施法模糊了對方記憶。此事件是促使魔王對人類改觀的契機（第257夜）。
少數被公主直呼本名而非綽號的魔族。
丑三（另譯：烏希米茲）
前任魔王，現任魔王的父親，現任魔王登基後即隱居在伏魔殿。為修復舊魔王城，現任魔王帶著十傑眾與公主去見父親，而公主的即興演出卻使她被誤認為是黃昏的妻子，並且每天承受著非人的對待，讓他覺得兒子已經走入邪道而大發雷霆。表面上對於黃昏治理下的魔王城有諸多不滿，實際上對於現在輕鬆愜意的環境頗為滿意，相信黃昏可以走出跟過去自己完全不同的道路。
由於在第200-204夜中的事件中被魔導書抽走大量魔力導致體型退化為幼兒體型，為了追查犯人而化名哞太郎常駐魔王城。

#### 十傑眾
十傑眾是由魔王直接統帥的區域Boss。
惡魔修道士（聲：石川界人）
惡魔族，黑山羊，惡魔教會（あくまきょうかい）的修道士，相貌清秀，實則魔王城中相當年長的魔物，實際年齡超過500歲，城中(包含公主)大多都稱他為老爺子。
初登場就因為「角的形狀很適合」而被公主抓住當銼刀。經常幫因無常識行為死掉的公主和被波及的魔物復活，要復活的魔物太多壓力很大，經常因此做惡夢。
魔王城中最溺愛公主的存在，對公主行蹤三餐作息暸若指掌，所以被mother說過是發「危險外洩目標A」。會排除任何跟公主過於親密的“男性”魔物，對於自己身為長者，卻對公主有好感這件事感到十分自責。非常喜歡公主，對和公主交好的男性魔物有極強的嫉妒心，會無意識的做出嫉妒對象的巫毒娃娃，看到和公主親近的魔王會有想出手攻擊的衝動。經常因為公主的小舉動而心動，曾說都是是心臟的錯才會對她如此著迷。
本身對對凌亂的基準很嚴格。公主卻常常到他房間亂搞，還在他房間開了個洞，雷奧卻很晚才發現，然而想搬家時卻因為公主開的洞價錢高的不得了，而中斷搬家。
和mother是同期，雖然年齡差很多。
本名叫做「レオナール（雷歐納魯）」，被公主誤認為「レオタード（雷奧塔多）」（緊身衣君），公主在知道其名字後稱呼為「雷奧」。
赤紅哈士奇·改（聲：小林親弘）
魔獸族的犬頭人，大約200公分，魔王城法典制定者，為人認真，但製定的法規當中卻有「公主應該在魔王城嚇得不敢安眠」和「公主就應該和弱小魔物連成一氣」等莫名其妙的法規。公主有時會把他胸口的毛當床，同時被取叫軟綿犬。魔王和修道士等較親近的魔物則暱稱為「改」。
故事初期對公主態度較嚴厲，甚至會沒收公主偷來的寶具和自製道具，但相處時間拉長後也開始被公主耍弄。
擅長統率魔物進行集團戰，個人戰時則使用踢擊術及爪牙戰鬥。
還是幼犬時被魔王撿回來照顧，忠心耿耿的服侍塔索加雷至今，與惡魔修道士同是最瞭解且最照顧塔索加雷的人。
自從共度一個休假天之後看到公主就會搖尾巴。
非常害怕雷聲，害怕到被公主安撫時都顧不得平時的尊嚴，坦率的被照顧了。但最能讓他安心的還是魔王的身旁。
妮歐·阿爾拉烏涅（聲：大原沙耶香）
植物族女性魔物，森林區「祕密花園」Boss，頭上的花名叫做「幸福再臨」。原先很同情身為人質的公主，但是看到自己的哥哥被公主劈了當木床之後，就開始懷疑公主是不是人類，在那之後仍然很溺愛公主。公主叫她「性感的」。
沙龍
被勇者打敗後封印魔力，封印了魔力變成節能模式的姿態，以男性人類的樣子生活在魔王城中，而失去戰意懷疑人生。一生氣就會出沙子。為了剋服易怒的毛病，而一直沙漠中修行，回來魔王城之後才發現，魔王城已經被公主支配了。公主為了做沙浴場跑去沙龍的房間裡開挖，還把火焰毒龍找去加熱沙子。喜歡兒時玩伴絕嵐。
火焰毒龍（聲：黑田崇矢）
龍族和惡魔族的混血，「遠古大火山區」Boss。除了以火系魔法戰鬥外，還可以從嘴巴吐出毒液，平時戴著面罩以避免毒素誤傷他人。非常討厭別人說自己長得不像龍族。
惡魔修道士得知勇者是公主的婚約者時，特別拜託火焰毒龍徹底擊敗勇者，但是在戰鬥前所道具都被魔王及十傑眾們不小心掉包了，戰鬥了三天三夜還是被勇者擊敗但沒有死。
在他被勇者擊敗時，有說明當魔族被勇者殺死時，魔族仍然可以被復活，但會因勇者特別的力量而導致魔力被封印。回魔王城一段時間後也加入了溺愛公主的行列。
面具下的臉沒人看過，無論偷窺或正面對質都會奇蹟似的遮住（即使本人並不是有意隱藏）。唯有主動想給別人看時才會現出真容。
波賽頓（聲：大塚剛央）
深海Boss，大約50歲，黑帝斯的弟弟，神族魔物，外表，心理狀態很年輕。經常在魔王城裡玩水，把公主的牢房搞得溼答答，讓公主睡不著，結果兩人牢房前打起來，讓夾在中間勸架的惡魔修道士差點喪命。喜歡炸雞，對可愛的動物沒有任何抵抗力。
具有瞬間移動的技能，公主要出魔界去買低周波震動枕頭時，波賽頓使出瞬間移動擋在公主面前，公主通過波賽頓身邊時說了一句話：「這招好帥啊」，瞬間使波賽頓害羞到失去戰鬥力。和公主一樣都很怕打針。
少數還能理智分析公主的魔物，有時會吐嘈被公主戲耍的魔王等人和其他魔物。
黑帝斯（其他譯名：哈迪斯，聲：谷山紀章）
十傑眾榜首，神族魔物。因瞧不起靠血親關係登上寶座的魔王，綁架了公主到舊魔王城裡，一開始沒把公主放眼裡，但在看到公主將魔王城搞到七葷八素後對魔王感到同情。表面上個性狂妄但實際上是個擅長按摩﹑十分寵愛屬下及兩個弟弟（波賽頓及宙斯）的人，但因為本人重度的表達障礙，常常讓波賽頓以為兄長不喜歡自己，代理魔王短期間花費了一整年的經費，將魔王城鐵血化，但公主回來不到一天就破攻了。
外在穿著十分的華麗，如同樂團主唱一般，但內褲的品味令眾人不敢恭維。
m.o.t.h.e.r
機關區域Boss，平常都不出席會議，是個家裡蹲。花了37億G把魔王城裡攻擊力最高的生物（公主）作為兵器模型（公主機器人MK III）。其種族為奇美拉，但平常會將毛皮(含翅膀部分)脫下而穿著白色研究者長袍，與惡魔修道士是同期。
魔女希爾摩斯
魔女希爾摩斯，為魔蟲族、具有蛾類外型特徵的人形魔物。原十傑眾之一，現居住在絹之森林。其他十傑眾描述她為厭惡人類，尤其敵視人類王族的形象，且因與魔王執行的方針不和所以辭去十傑眾一職。希爾摩斯為安眠道具「魔法紡車」的製作者。
在五十多年前曾經常對當時的公主亞夢莉絲（栖夜的奶奶）惡作劇、發起刁難，卻總反被公主逗弄，為了反擊才製作魔法紡車想嚇唬公主，卻被聽聞此事的王國軍追殺，逃出後因事件在魔界被誇大宣傳而被招攬進十傑，從此再也沒見過亞夢莉絲。本人似乎相當懷念當時捉弄公主、與公主一起度過的時光。
在把能讓人睡得恰到好處的魔法紡車試作品給了栖夜公主，並確認了亞夢莉絲依然安好後，隨即離開住處出了遠門。弱點是王族公主（外貌形似亞夢莉絲）。

魔術師札斯塔爾
最後一位十傑眾成員，擅長認知類型的魔法。因其出色的能力被魔王親自招攬進十傑。為了在潛入勇者小隊的途中不被魔族認出，施展了能讓魔族遺忘自己的魔法，但因操作失誤，使魔族不只是記憶，連札斯塔爾本身的存在也都一並抹除，且無法被認知。為了解除魔法效果，多次嘗試在魔王城引起騷動，但都被公主引起的更大騷動轉移大家的注意而失敗。因無法被魔王城的眾人認知，而度過了一段寂寞的時間，導致現在光是別人對他做出反應，札斯塔爾就會無條件把對方當作善人。在法術期間因自己形同透明人，意外得知了許多魔王城眾人不可告人的祕密。

#### 魔王屬下
惡魔小熊（聲：水瀨祈、早見沙織）
惡魔族下級魔物。負責照顧公主的小熊魔物。被公主以梳毛作交換拿走了牢房鎖匙。戰鬥時會整群一起攻擊。擁有技能「呼叫同伴」，能呼叫同族或亞種。因為把穿著小熊睡衣的公主當成同族，而把公主召喚出去。

宙斯  （ゼウス）
黑帝斯與波賽頓的弟弟。因身為全知全能的天才而被讚頌，能夠大範圍控制天氣，最受人類崇拜，勇者目前使用的家傳劍便是其鑄造送給人類的禮物。
由於人類信仰衰退，神明力量減弱，因而轉向加入魔王陣營，但對人類並無敵意。
個性開朗少根筋，會無腦接受公主提出的「建議」，初登場因為魔界太黑看不到地圖，因此使用神力讓永夜的魔王城第一次出現了太陽。
在魔王城入職前與兩個哥哥（黑帝斯與波賽頓）上次見面是在百年的眾神會議上，很希望能夠感情變好。
妖怪包袱布（聲：相馬康一）、怪物包袱布（聲：喜多田悠）
九十九族魔物。魔王城中的搬運工。經常被公主剪下來當床單、枕頭套及蚊帳。怪物包袱布是其首領，經常要為被公主剪了的手下報仇，但一樣被公主剪了當蚊帳。妖怪包袱布們為了避免被剪，於是疊成一大疊防止被剪還可以向公主報仇，一開始確實擊敗公主，但在剪刀魔術師的改良之下把整疊包袱布釘起來，順利剪斷妖怪包袱布。
刺針犰狳（聲：小山力也）
魔獸族魔物。魔王城的刺猬型魔物。經常被公主拔下身上的刺來當縫線針，有時充當武器。牢房守衛中最常與公主互動的魔物，可說是公主在魔王城的監護人之一，雖然不情願，但仍多次實現公主蠻橫的要求。魔王城小遊戲大會冠軍。
為了不讓公主在第二年魔王城聖誕節感到難過，曾扮成公主心目中的聖誕老人贈送小禮物。老家在溫泉街，家人被拿來當恐怖故事的主角。因生理上的睡姿被公主誤解為害怕，使公主混進行李箱跟回老家，替一家改造睡眠環境。
真名叫針幸
彌諾陶洛斯（聲：山根雅史）
魔獸族魔物。魔王城的牛頭怪，與刺針犰狳共同負責看守公主。曾被公主抓到差點做成牛肉全餐。在刺針犰狳被公主稱為刺刺醬時，曾請求公主稱他為米諾醬，但公主只稱呼他為牛君。
宅邸手下哥布林（聲：高橋伸也）

弗蘭肯殭屍（聲：相馬康一）

雙頭龍（聲：小林康介）
魔王城的魔物，有兩個頭的龍，經常因說錯話而被公主宰了。
剪刀魔術師（聲：諏訪部順一）
魔王城的魔物，右手由一柄柄剪刀構成。公主用王冠跟他交換了剪刀。少數魔王城中沒受過公主迫害的魔物，基本上負責替公主送三餐。為十傑眾m.o.t.h.e.r的直屬部下。
滑溜軟糖怪
公主踩到它導致一起掉進岩漿死掉，經復活後拿它來幫棺材打蠟。
不良鑽石
寶具殿看守者，被公主用布包起來當榔頭拆風神盾牌。
印章貓（聲：新井里美）
魔王城的魔物，因為鞋子能在天花和牆壁步行，而被公主搶走了。一度因為惡魔修道士復活時偷懶而跟公主合體，不過全程都在睡眠，身體全歸公主控制。
基亞波爾特博士（聲：大塚芳忠）

毒蘋果俠
由蘋果俠、青蘋果俠和梨子俠三人組成的魔物小隊。公主肚子餓了還拿來吃，順便榨果汁。
雷龍
可發出極為強力的電擊，公主拿牠來幫自己的肩膀電療。
輪胎魔人
魔王城的魔物，全身都是輪胎組，頭部印了三顆星。九十九族的魔物，HP和防禦力也很可觀，被公主扒了皮來當電流防護衣。後來被復活了，但復活的只有內部膠質，公主搶走的外皮沒一起復活。
變形怪
魔王城的魔物，外形像黏液，具變形能力。不能無視女性眼淚，自稱軟體生物中的硬漢。被公主製成手錶外殼。
美杜莎星人（メデューサせいじん）
一發酒瘋時只要直視他的眼睛就會被水晶化。變形怪為了安慰公主而變成手錶外殼時，剛好被美杜莎星人的眼睛照到而被水晶化。
百變怪頭目
可由百變怪頭目分裂出來大量的小魔物，四處尋找被水晶化的變形怪。其中一隻被公主塞進手表外殼當鬧鈴。
火箭龜
以火藥作為食物，最喜歡吃C4炸药，基於營養觀念也會吃一些普通植物。尾巴一點燃體內火箭就會亂射，龜殼被公主拿去當浴缸。
冰雪巨人（聲：真木駿一）
冰域魔物的隊長，被公主拆了蓋冰屋。多次被穿著輪胎外衣的公主假冒身份，使喚冰域魔物們替她幹活。曾在腕力大賽上對陣公主，比試開始時被公主用剪刀肢解無理的落敗。為魔王城抽獎活動大獎“高科技氧氣睡眠艙”的得獎者。
茄子海豹
冰域魔物，被公主與惡魔小熊當滅火器。公主與波賽頓都很喜歡茄子海豹，在魔王城裡互相說著對茄子海豹的愛意，但是因為魔王城監視器的角度太小只拍到公主與波賽頓，而沒拍到在地上的茄子海豹，監視器畫面看起來就變成公主與波賽頓互訴愛意，惹起魔王城大騷動(第122夜)。
巨型茄子海豹
原為被公主飼養的茄子海豹，但因公主和波賽頓的充分照顧的關係而進化為巨型茄子海豹。因體型巨大不能再在牢房飼養而被送到冰雪樓閣，後來因為與公主分開而感到孤獨，在冰雪樓閣裡大鬧一通，最後被公主假裝是冰域隊長收服。
醉鬼老師（よいどれろうし）
認出公主喝了傑克布魯斯酒，被公主開了瓶倒進水床中。
哈耳庇厄（聲：大橋彩香）
鳥身女妖，期待能像人類女孩般跟朋友談天，個性迷糊。被公主當作羽毛被 。魔王城大納涼祭壓軸節目「Miss 魔王城」選美賽冠軍（第115夜）。第220夜證實她其實有著行走時完全無聲、動態視力極強的能力，到了被推薦入城外精銳軍的地步，公主察覺後認為她應該前往，不過哈耳庇厄看到公主的落莫表情就表示絕對不去。
曼德拉花（魔陀羅花）
50年才開一次花，感受到死亡恐怖時所發出的香氣會使人進入睡眠狀態。一開始還沒把公主當一回事，但是看到同伴宝箱怪和鐵板怪的遭遇之後，嚇到發出香氣讓公主陷入睡眠。
寶箱怪
被公主拿來當花盆種曼德拉花（魔陀羅花）。
鐵板怪
被公主拿來磨剪刀。
蜂蜂工蜂
魔蟲族的魔物，住在黃金花園裡，公主為了要收集蜂蜜敷臉，而用異次元傳送魔法將蜂蜂工蜂全部消滅，讓惡魔修道士復活到差點死掉。
巴格姆
負責淨化魔王城中所有人的噩夢，使所有人都不會有噩夢。公主因為滅了蜂蜂工蜂，而做了被蜂蜂工蜂燒死的噩夢，經剪刀魔術師告知後直接去找巴格姆，可是巴格姆為了要淨化所有人的噩夢而吃撐了。公主硬把巴格姆的嘴巴扳開來鑽進牠的肚子裡噩夢之園，發現到裡面都是黑色的惡魔小熊，公主用梳毛的方式淨化了黑色惡魔小熊，同時發現所有的黑色小熊所含的噩夢，都是有關於公主大鬧魔王城的事蹟。梳完了黑色小熊的毛還帶了一堆黑毛回去當床。
泡沫魔（バクルへい，聲：森澤芙美）
負責守衛淨化之泉，公主拿來當肥皂洗床單。
火山土蛇（かざんツチノコ）
魔王城火屬性生物，其皮膚具有耐高溫特性，公主強迫牠在冬天脫皮以便做成暖桌的加熱器，差點讓牠凍死。
老槌子
武器鐵匠，因為反對戰爭而不再製造武器。聲稱自己是為了公主，以為公主每日在魔王城都擔驚受怕以淚洗臉。因為公主的創作而受到啟發，轉職成工匠，拿傳說中的武器幫公主做窗戶。
低級幽靈（ていきゅうゴ－スト）
低級幽靈除了幽靈外基本上分不清其他物種。低級幽靈的攻擊方式為「帶你上路」，一定時間內無法發動物理攻擊，靈魂出竅，用回復道具還會掉血。
詛咒音樂家（のろいのおんがくか，聲：八代拓）
鳥獸族的魔物，住在魔王城裡的詛咒音樂廳，為魔王城專屬作曲家，為魔王城製作軍歌。公主被魔王城的軍歌吵到睡不著，於是找上了詛咒音樂家製作安眠曲。還兼任魔王城牙科醫師。稱哈耳庇厄為姊姊，由於哈耳庇厄經常帶公主去找詛咒音樂家，所以讓詛咒音樂家不得安寧。
魅兒（其他譯名：咲夜，聲：小澤亞李）
與公主長得很像，公主在萬聖節時還化裝成魅兒的樣子。公主要把她訓練成自己的影武者，結果要魅兒去死時把她嚇跑了。在凱明城事件中，因為魅兒收了惡魔修道士很多錢，所以擔任影武者身分，公主為了強化魅兒身為影武者的能力，對魅兒進行強化訓練，訓練過程卻讓偷窺的哈耳庇厄產生嚴重誤會。
吸血鬼
魔王城預算委員會要吸血鬼教導公主節約生活的方式（慎ましい生活講座，つつましいせいかつこうざ）（因為吸血鬼的食物只需要一袋血），但是在公主的引導下很快就被帶壞了。
暫稱。公主ドラゴラ
曼陀羅烹調大會時，公主因吃多了曼陀羅而在頭上長了一株曼陀羅，拔下後這株曼陀羅變成有自主性的生物而逃跑。公主在睡覺時總覺得房間裡少了甚麼東西，突然發現有一株外型跟公主有點接近的曼陀羅，拿著公主房間的寢具跑到隔壁囚室中，公主追著ドラゴラ到隔壁的囚室中，發現公主與ドラゴラ的個性一樣追求安眠，於是決定將咲夜與ドラゴラ都訓練成影武者。
旋風黃鼠狼
魔王城新人魔物，在參加魔王城新人研習時迷上了公主，一開始想去找惡魔修道士商量，但是剛好惡魔修道士不在，所以改找魔王商量，讓魔王暫時兼任心理輔導師還要處理三角關係（第107夜）。
臭泥巴殭屍
灼熱幽靈（聲：三宅麻理惠）
殺戮甲殼蟲（聲：青山櫻子）
地鼠巡警
黏黏怪
歌舞虎
雜草狂魔

#### 黑帝斯屬下
睡魔（聲：三木眞一郎）
精靈族魔物，一天得睡20小時，被公主稱為睡魔師匠。公主用睡魔的材料製成移動式麻木床DX（いどうしきシビレゆかDX），睡魔對公主想要好好睡的熱情大為感動，想收公主為弟子。具有將熟睡之人的夢境影像化的的能力。公主因為做惡夢而大鬧魔王城會議，魔王特別將睡魔從舊魔王城請來將公主的夢境影像化，發現公主的夢中出現勇者，而公主認出勇者是以前的青梅竹馬，接著就把勇者打一頓。
凱爾、貝羅、斯（聲：石上静香、戶松、小坂井祐莉繪）
三頭犬，自稱黑帝斯最得力的屬下，被公主抓著問哪邊有枕頭的材料，還被公主刷毛做防風帽，讓三頭犬從此有心理陰影。
水晶魚
被公主宰了，魚鱗當稜鏡眼鏡的材料，肉被惡魔小熊吃了。

#### 丑三屬下
曲奇（另譯：餅乾）
在伏魔殿中照顧前任魔王的部屬，外型是一隻長毛狗魔物，目前三歲（第128夜）。

### 人類
歐蘿拉・音無・莉絲・凱明（聲：早見沙織）
公主的母親，凱明國女王。性格開朗且擁有與公主同等的好奇心。
與丈夫吵架離家出走傳送至魔王城引起騷動，做為人質這段期間偕同公主逃獄一起大鬧魔王城，確認公主在這邊十分幸福後由魔王秘密送回凱明國。
動畫最後一集才正式登場，認出假扮魔王逃走的公主並以此感到欣慰。
勇者拂晓（其他譯名：曉，聲：下野紘／小市真琴（幼年））
正式名稱是阿卡茲基，為拯救公主而踏上旅途的人類勇者。因為貴重道具也被公主弄壞，等級幾乎沒上去。其實很強但不知為何存在感薄弱。是公主小時候的玩伴，公主叫他「拂什麼君」。
當公主與勇者透過“某種方式”接觸時，會使公主做惡夢。自小跟公主相處就常常不自覺傷到對方，本人也完全沒有意識到來自公主的厭惡與嫌棄。討伐魔王城期間，透過“月月通行證”跟公主在夢境相會也是如此。因少根筋和異常耐打，即使是公主在夢中也無法解決擺脫他，成為了公主那段時間的夢魘。在魔王城發現“阿什麼的”就是勇者與異常抗打後即開啟了全區域困難模式。
魔導劍士キジコウ
告訴勇者公主的王冠上的寶珠具有可以通過遠距離接觸公主的能力。勇者的手指碰到公主頭頂時使公主做惡夢，並讓公主夢到小時候的婚約者。
庫克洛洛
Lv.1的賞金獵人，自稱高傲女騎士。夢想挖地道潛入魔王城救出公主大賺一筆，結果被抓住關到公主鄰房。但因為語言不通，不知對方是公主。由於太沒威脅最後被释放。
比安可（聲：杉田智和）與弗羅倫斯（聲：悠木碧）
人類節目《人類電視購物》的主持人。
明星（聲：濱田賢二）
凱明國王國聖騎士團部隊長（おうこくせいきしだんぶたいちょう）。他有一個很大的弱點，就是一隻夜貓子（ちょうよるがたにんげん），白天太陽出來就沒辦法工作了。
摩爾根（聲：三宅健太）
凱明國王國聖騎士團成員。體型巨大，看不到腳邊。潛入凱明國時魔王和惡魔修道士曾用空盔甲偽裝成他。

### 其他
阿拉基夫（聲：佐倉綾音）
禁斷魔導書的精靈，想教公主禁忌魔法來摧毀魔王城。能幫使用者恢復MP。公主為了安眠叫阿拉基夫教她睡眠魔法，全力使出睡眠魔法後使得魔王城沉睡三天。
情人節公主想做點善事好幫助睡眠，阿拉基夫教導公主送巧克力給魔物，但是在送魔物巧克力時要加上一句話：「這是義理巧克力」，但在鳥妖不經意教導之下變成：「這是本命巧克力」，果然弄得魔王城男性魔物心情大亂。
阿拉基夫對於公主不想消滅魔族感到失望，於是要自行離開魔王城尋找勇者。在離開的過程中發現與公主相比，魔族比公主還要好溝通一百倍（第118夜）。
黑暗聖誕老人
魔族的聖誕老人，專門給壞孩子床頭送木碳和馬鈴薯（土豆）。近年因為太重所以只放和床頭袜子大小的份量。公主為收到「氧氣睡眠艙」而織的大襪子則被塞滿了。

### 《週刊少年Sunday》跨作品聯動
青色狸貓
實際身份是《哆啦A夢》主角。突然連同一個人類男孩從隨意門走出來，與那同伴談了一會後就回家了。但公主在他離開時偷了其百寶袋，想從中找到讓她安眠的工具，最後她從百寶袋連著的另一個出口---壁櫥裡睡得香甜，卻把壁櫥的主人（就是那「青色狸貓」）嚇倒。
安室徹
《名偵探柯南》主要角色之一。本作中設定為自稱擁有三重身分，平常擔任魔王城食堂大廚的人類與魔族混血兒。童年時代由人類母親養大，有時會以一般魔族的身分行動，一直以來未曾被識破。
古見同學
《古見同學是溝通魯蛇》主角，在特別篇《在古見同學家中說晚安》客串。

## 用語

### 道具
風神盾牌（かぜつかいのたて）
能產生強風的盾牌，只有一個的唯一寶具。被公主拆散了來氣墊床。
守護徽章
能讓裝備者免疫各種異常狀態的珍貴道具。曾為防止再因無常識行為死掉而裝備到公主身上，結果公主因為「睡眠免疫」睡不著，而以各種異常狀態免疫的無敵狀態大鬧魔王城。
黑水晶電話（テレバスのくろすいしょう）
可以直接從魔王城打電話到人類世界，公主因為電視購物無法直送魔王城，一氣之下把電話砸了。
禁斷的魔導書
記載無數魔法的魔術書，封印魔王城。被公主拿來代替數綿羊。
天叢雲劍
隱藏神器森林的最強武器，目前被公主拿來當日光燈。
水神脫下來的皮
稀有道具，被公主拿來當水床。
傑克布魯斯酒
東部戰士喝用的戰鬥酒，一飲就會變身戰鬥狂人。
倒轉沙漏（アボートすなとけい）
公主誤用倒轉沙漏，導致身體縮小成幼兒體積，不過意志還是屬於成人意志。魔王城為處罰公主偷用道具，展開「幼女輪流抱活動(幼子構いたい欲発散祭り，おさなごかまいたいよくはつさんまつり)」。
再次使用改良版倒轉沙漏，原先以為會讓自己的身材前凸後翹，結果卻是整個身體巨大化。
淨化之泉（じょうかのいずみ）
只要水夠乾靜就可以無限回血的噴泉，但是被汙染就只能拿來當洗臉盆，公主拿來洗床單毀了淨化之泉，順便拿守衛淨化之泉的泡沫魔當肥皂。
迷你渦輪機
被公主拿來在淨化之泉當洗衣機。
磁力標槍
原是要用來指引勇者的路線方向，被公主拿來當曬衣桿。
新。機器魔人
原是要用來跟勇者作戰，被公主用磁力標槍插進去導致快速旋轉損壞成了脫水機，之後還爆了成了烘乾機。
魔王城特製象棋（まおうじょうとくせいチェス）
人類國家象棋文化已經滅亡，只有魔王城會玩。黑棋國王仿照魔王外型多加雙角。
高科技氧氣睡眠艙（にゅうみんようさんそカプセル）
公主為得到高科技氧氣睡眠艙而織了一個大襪子，卻被暗黑聖誕老人放滿了馬鈴薯與木炭。接著為得到睡眠艙又大鬧暗黑峰會，但還是沒拿到手。
後來該大獎落入冰域隊長手中，而公主為了取得睡眠艙又大鬧冰域一場，卻又誤以為是滑板而把它給砸了。
稜鏡眼鏡
公主想要躺在床上看書又可以睡覺，於是到舊魔王城找睡魔搜刮道具製作稜鏡眼鏡，做了兩副稜鏡眼就後又回到魔王城睡覺，其中一副送給睡魔。
真。飛行用防風睡帽（犬毛）（しん　ひこうようぼうふうナイトキャップ（いぬげ））
公主想要在天上飛又可以保暖睡覺，從黑帝斯身上偷拿犬用毛刷把三頭犬的毛刷下來，做完之後公主又覺得要再加上扣具才不會風吹走，於是想去拔掉黑帝斯披風上的東西，惡魔修道士一看情況不對，乾脆把自己胸前的鍊子拔掉送給公主當扣具。
異次元跳躍裝置（いじげんワ－プそうち）
魔王城臨時設置之異次元跳躍裝置，公主一時興起就跳躍到古見硝子的房間，並且拿古見硝子的大腿當枕頭，不過一小時之內必須趕回來(單行本第四卷番外篇)。
城間連絡視窗（じょうかんれんらくウインドウ）
現在新舊魔王城之間的聯絡用視窗，以附屬之「SHOW THE メアリ－」進行畫面傳送。大畫面、高畫質。
熟睡低周波震動枕頭（すやすやていしゅうはくん）
公主想要買這個枕頭，於是從魔王城裡跑出去，但在半途又被抓回來，於是公主就邀請魔王、血紅哈士奇。改、惡魔修道士一起到人間界買東西。到達人間界後發現已經升級為DX版，但是一個要價3000元，大家身上都沒錢，公主又在血紅哈士奇。改肩上睡著，於是眾人又回到魔界森林區找魔物們借錢。買回的隔天就被惡魔小熊們佔據了。
公主饅頭
因生活經費被砍了剩下三分之一，公主就在魔王城賣起自己做的公主饅頭，一個100G，買最多的還頒發獎狀「1位すごいの紙」。
魔界巴士「地獄車」
前往魔王城新人研修旅行舉辦地的交通工具，公主還兼任導遊小姐。
維納斯之扇
既可產生把山給吹垮的強風，也可產生徐徐的春風，傳說中的道具。魔王城選美大會獎品，鳥妖得到後就送給公主(第115夜)。

### 地區
火鳳凰之巢
能在公主牢房天窗看到，當中採集到的一百年才產一次的強力回復道具火鳳凰之蛋（フェニックスのたまこ）。
神器森林（じんぎのもり）
位於魔王城外，收藏最強武器的森林。
魔物用大浴場
公主為了泡澡，把魔物用大浴場的熱水拉到自己房間裡用，完全不考慮排水問題。
冰雪樓閣
位在魔王城中的冰域（こおりエリア），一到夏天住在裡頭的魔物就會高呼把魔王城中的熔岩換成冰水。
黃金花園（おうごんのはなぞの）
位在魔王城內的黃金花園，裡面住著工蜂，公主到裡面採集蜂蜜。
魔王城的巨角（まおうじょうのやね）
鳥妖們之前很流行的午睡地點，是用魔法將雲固定起來做成的外型，上面軟綿綿的很舒服，由魔王直接管轄。公主讓鳥妖帶上去挖了一大塊回牢裡當床，結果巨角就垮了一邊。
勇者與波賽頓之戰中，波賽頓說公主根本不想回人間界，而勇者表示要努力改變公主的心意。十傑眾們為了要讓公主願意繼續留在魔界，於是問了公主想要甚麼東西：
妮歐·阿爾拉烏涅問公主想要甚麼，公主說要大量高品質的火藥。
火焰毒龍問公主想要甚麼，公主說要浸滿油的繩子。
波賽頓問公主想要甚麼，公主說要可以黏在磚塊上的接合劑。
惡魔修道士問公主想要甚麼，公主說要遙控起爆器。
接著公主就把魔王城兩側的巨角都炸了當床鋪，十傑眾們以及公主都被魔王處罰不得吃晚餐(第105夜)。
蠢動礦脈
老槌子工房所在位置。
冰凍湖（いてつくみずうみ）
在魔王城外，不冰鈴蘭花就長在該處。
地獄之釜（じごくのかま）
在魔王城地下，惡魔教會深處，那是平時連魔物都不敢接近，只有低級幽靈徘迴的地方，只有惡魔修道士能夠進入。
祕密的花園（イビルフラワ－ガ－デン）
金黃色與純白色等色彩鮮明的花園，植物族與魔蟲族的區域，管理者為妮歐·阿爾拉烏涅。
開放的鳥籠（フリ－パ－ズエアボート）
魔王城內生長的一棵大樹，外型有一的大鳥籠，是鳥獸族的區域，不過鳥獸族經常到處飛，把這棵大樹當成是公寓。強風一吹就一直搖晃，東西都被搖壞，正在檢討如何改裝。
魔王城食堂
魔王城內工作的魔物們之用餐處，菜單豐富且價格便宜。菜單中最受歡迎的是「怪鳥茶碗蒸」、「魔王城拉麵」、「限定、深海水牛排」、「魔王城每日更換定食」、「珍味月蟾蜍丼完食挑戰」。隱藏菜單「與公主吃的飯相同」，價格很高。
終末之城
人間界中距離魔王城最近的城市。公主為了買熟睡低周波震動枕頭而把魔王、血紅哈士奇改、惡魔修道士帶到這裡來，只是就算經過變裝也把路人嚇到，所以公主在三人背上貼上「萬聖節練習中」的字條才讓路人安心。魔王抽中了花火大會A席大獎，公主想在A席使用熟睡低周波震動枕頭，卻被花火爆炸聲吵得睡不著，就請魔王帶她回魔王城睡覺。
扣人心弦的小熊樂園
魔王城為了迎戰勇者，想盡辦法要建立起一個最兇惡的新作戰區，公主自己建立起一個小熊樂園要跟勇者對戰。
凱明城（ケイミ－ンじょう）
人類統一國家凱明國首都，其王宮建築在世界樹(せかいじゅ)之中。
公主在魔王城第二年的聖誕節願望是回到王宮裡拿毛織內褲，魔王為了達成公主的願望，帶著公主與惡魔修道士一起回到王宮公主房間，預計十分鐘之內回到魔王城。公主一回到房間就爬到床上睡著了，這時皇后突然進到公主房間，惡魔修道士情急之下從預備袋中將淫魔拿出來當影武者，皇后居然沒發現而把淫魔當成公主帶到皇后房間去。原本魔王與惡魔修道士要先把公主帶回魔王城再救淫魔，但公主認為要先救淫魔才行，於是三人便在凱明城展開淫魔救援行動。
地獄-草津
魔王城新人研修旅行舉辦地，著名的溫泉地。
歷代魔王之間
位在舊魔王城，展示著用香木雕刻成的歷代魔王的雕像。公主進去歷代魔王之間後大肆破壞，把現任魔王的頭砍下來帶回去點燃當薰香用(第110夜)。

### 組織
修曼斯購物
人類國家的購物頻道，魔王城不在配送範圍。
魔王城修煉大會
魔王城修煉大會(經驗值促進活動)當中，由妖怪包袱皮當馬進行騎馬打仗活動。公主騎著由惡魔小熊當馬，手持剪刀參戰，那一天，妖怪包袱皮們回想起了被公主深深傷害過的恐怖陰影，騎馬打仗活動瞬間崩潰。
黑暗迷薩（やみのミサ）
聖誕夜過後的第二天，魔王城會舉辦暗黑峰會，活動內容為：1.暗黑禮物交換環節、2.暗黑自助餐、3.暗黑演講會、4.暗黑抽獎大會。
公主為得到一等獎「高科技氧氣睡眠艙」而大鬧暗黑峰會，不過因為惡魔修道士演講太過冗長而睡著，被發現後導致暗黑抽獎大會停辦。
魔術修練大會
為提升魔物們的MP值，魔王城舉辦魔術修練大會，但有點像是運動大會。公主為了想把MP直接放光睡個好覺，又去大鬧了一頓，之後用讀心術讀所有魔物的心思，但是心理負載太大，乾脆放出大量魔法讓自己睡著不要想那麼多。
魔王城改修部隊
巨大的魔王城受損時就由魔王城改修部隊進行維修工程，自從公主來了之後工作量就倍增。
魔王城職場見學
每年一度「王立魔族保育園」(おうりつまぞくほいくえん)讓魔界幼兒至魔王城參觀，魔王因為覺得自己在小時候就和公主一樣，都不能與同輩在一起，所以今年特別同意讓公主參加幼兒職場見學活動，不過也差點嚇壞大家。
萬聖節
人間的萬聖節是扮成魔物的樣子，而魔族的萬聖節是所有魔物扮成人類的樣子。
魔王城突發比腕力大會
公主舉辦惡魔小熊相撲大會時，男性惡魔們看到時問了一句話：「我們當中誰是最強的？」，於是立刻舉辦比腕力大會。公主也混進來參加，不過都是讓對方棄權，準決賽把冰域隊長給拆了。魔王與惡魔修道士準決賽比了一個小時，後來因惡魔修道士腰扭到了才讓魔王贏。最後決戰是魔王對決公主，魔王為了保全顏面不惜把準備給勇者的特別道具「聖獸的長袍(せいじゅうのローブ)」送給公主讓公主睡覺，進而不戰而勝，當然魔王也被十傑眾追打。
曼陀羅挖掘大會（マンドラゴラほりかい）
曼陀羅在挖掘出來時所發出的聲音千萬不可以聽，聽了就會死亡，公主也去參加。惡魔修道士因上次睡衣派對事件讓自己對公主的事情感到有點迷惘，想要避開公主，但是公主似乎感覺到惡魔修道士在避開自己，於是不戴耳塞死了十幾次，讓惡魔修道士幫忙復活。公主直接問惡魔修道士，但惡魔修道士卻說謊假裝不在意。
曼陀羅烹調大會（マンドラゴラにかい）
魔王城冬季傳統行事，公主也去參加。但是在吃了曼陀羅湯之後頭頂上卻長出曼陀羅葉，而且性格變得非常溫柔，但公主本人並無自覺，還會學植物一樣曬太陽行光合作用，高興的時候頭頂還會開花。眾人想要拔又捨不得拔下來，原先決定要等一個月讓葉子自動脫落，但公主卻自己連根拔了，一拔掉性格馬上恢復原樣。
魔王城預算委員會決算報告會議
由於公主花費太大，萬能藥（エリクサー）與生命值回復藥（ハイポーション）一個月就用掉60瓶，決算報告會議決定要將公主明年度生活預算刪減至三分之一，同時叫吸血鬼教導公主節約生活的方式。
魔王城新人着任式
介紹十傑眾時公主混了進去，魔王不得已將公主介紹為新加入的剪刀魔物。新人參觀人質時惡魔修道士緊急將淫魔調去當人質關在牢裡，公主讓新人參觀自己的房間讓新人升起羨慕之心努力向上。
水中戰鬥訓練初級課程
研修新人送飯給公主時多嘴說了現在魔王城游泳池開放，公主為了要在游完泳之後體力耗盡可以爆睡，就換了泳裝要去游泳，可是游泳池開放是為了要讓波賽頓進行水中戰鬥訓練初級課程。公主不會游泳，一下去就沉了，讓波賽頓不得不變更課程內容，改為教公主游泳。
魔王城大納涼祭
每年夏天魔王城必備活動，魔王城各單位均要開辦攤位活動。針刺犰狳與米諾牛等魔物想辦一個「魔物食堂」，但是木工技巧太差搞得跟廢墟一樣。公主想要幫忙蓋一個「魔物食堂」，但是針刺犰狳認為會有其他城外的魔物會來，所以不放公主出來，可是自己做得實在是太爛而被血紅哈士奇·改訓一頓，不得已把公主以「強制勞動」名義放出來幫忙布置，結果成果非常良好。只是公主回去睡覺時，針刺犰狳等人檢查招牌時發現公主把店名偷偷改為「人質咖啡」（第113~116夜）。

## 出版書籍

### 漫畫
| 冊數 | 小學館         | 小學館                 | 台灣東販       | 台灣東販               |
| 冊數 | 發售日期       | ISBN                   | 發售日期       | ISBN                   |
| ---- | -------------- | ---------------------- | -------------- | ---------------------- |
| 1    | 2016年9月16日  | ISBN 978-4-09-127342-0 | 2017年7月24日  | ISBN 978-986-475-417-5 |
| 2    | 2017年1月18日  | ISBN 978-4-09-127488-5 | 2018年5月18日  | ISBN 978-986-475-668-1 |
| 3    | 2017年4月18日  | ISBN 978-4-09-127560-8 | 2018年10月22日 | ISBN 978-986-475-814-2 |
| 4    | 2017年7月18日  | ISBN 978-4-09-127669-8 | 2019年3月21日  | ISBN 978-986-475-958-3 |
| 5    | 2017年10月18日 | ISBN 978-4-09-127860-9 | 2019年6月24日  | ISBN 978-986-511-041-3 |
| 6    | 2018年1月18日  | ISBN 978-4-09-128073-2 | 2019年11月25日 | ISBN 978-986-511-189-2 |
| 7    | 2018年4月12日  | ISBN 978-4-09-128227-9 | 2020年2月24日  | ISBN 978-986-511-278-3 |
| 8    | 2018年8月17日  | ISBN 978-4-09-128381-8 | 2020年5月25日  | ISBN 978-986-511-357-5 |
| 9    | 2018年11月16日 | ISBN 978-4-09-128577-5 | 2020年8月26日  | ISBN 978-986-511-445-9 |
| 10   | 2019年2月18日  | ISBN 978-4-09-128801-1 | 2020年10月26日 | ISBN 978-986-511-500-5 |
| 11   | 2019年5月17日  | ISBN 978-4-09-129157-8 | 2021年1月25日  | ISBN 978-986-511-590-6 |
| 12   | 2019年9月18日  | ISBN 978-4-09-129332-9 | 2021年4月26日  | ISBN 978-986-511-759-7 |
| 13   | 2020年1月17日  | ISBN 978-4-09-129546-0 | 2021年7月5日   | ISBN 978-986-304-696-2 |
| 14   | 2020年4月16日  | ISBN 978-4-09-129563-7 | 2021年8月26日  | ISBN 978-986-304-818-8 |
| 15   | 2020年7月17日  | ISBN 978-4-09-850162-5 | 2021年10月27日 | ISBN 978-626-304-924-6 |
| 16   | 2020年10月16日 | ISBN 978-4-09-850270-7 | 2021年12月29日 | ISBN 978-626-304-991-8 |
| 17   | 2020年12月18日 | ISBN 978-4-09-850366-7 | 2022年1月24日  | ISBN 978-626-329-110-2 |
| 18   | 2021年5月18日  | ISBN 978-4-09-850525-8 | 2022年4月27日  | ISBN 978-626-329-219-2 |
| 19   | 2021年8月18日  | ISBN 978-4-09-850640-8 | 2022年8月29日  | ISBN 978-626-329-401-1 |
| 20   | 2021年11月18日 | ISBN 978-4-09-850729-0 | 2022年12月28日 | ISBN 978-626-329-638-1 |
| 21   | 2022年3月17日  | ISBN 978-4-09-850869-3 | 2022年2月23日  | ISBN 978-626-329-672-5 |
| 22   | 2022年6月17日  | ISBN 978-4-09-851146-4 | 2023年4月26日  | ISBN 978-626-329-794-4 |
| 23   | 2022年10月18日 | ISBN 978-4-09-851346-8 | 2023年6月28日  | ISBN 978-626-329-881-1 |
| 24   | 2023年3月16日  | ISBN 978-4-09-851772-5 | 2023年9月27日  | ISBN 978-626-379-010-0 |
| 25   | 2023年7月18日  | ISBN 978-4-09-852613-0 | 2024年2月29日  | ISBN 978-626-379-261-6 |
| 26   | 2023年11月17日 | ISBN 978-4-09-853013-7 | 2024年4月29日  | ISBN 978-626-379-351-4 |
| 27   | 2024年3月18日  | ISBN 978-4-09-853177-6 |                | ISBN 978-626-379-612-6 |
| 28   | 2024年9月18日  | ISBN 978-4-09-853573-6 | 2025年6月26日  | ISBN 978-626-379-974-5 |
| 29   | 2025年2月18日  | ISBN 978-4-09-854008-2 |                |                        |
| 30   | 2025年8月18日  | ISBN 978-4-09-854215-4 |                |                        |

### 其他
- 『公式設定資料集』， 小學館，2020年10月16日發售，ISBN 978-4-09-850311-7。

## 電視動畫
於2019年9月18日宣布電視動畫化，於2020年10月6日起陸續在東京電視台、AT-X等電視台播放。旁白為早見沙織。3卷藍光光碟於2020年12月至2021年4月發售。

### 製作人員
- 原作：熊之股鍵次
- 導演、音響監督：山崎光惠
- 副導演：野呂純惠
- 系列構成：中村能子
- 人物設定：菊池愛
- 副人物設定：中島千明
- 道具設定：松本惠
- 美術監督：中村千惠子
- 色彩設計：石黑圭
- 攝影監督：伊藤邦彥
- 視覺效果：杉浦誠一
- 平面設計：桑野貴文
- 剪輯：武宮睦美
- 音樂：橋本由香利
- 音樂製作：Lantis
- 選角經理：谷村誠
- 製作人：和田薫、紅谷佳和、飯塚彩、備前島幹人、鐮田肇、臼倉龍太郎、宮城惣次、上野勇介、森田大二朗、大庭靖之、福井詔雄、菅謙太郎、原田貴之
- 動畫製作人：齊藤真吾
- 動畫製作：動畫工房
- 製作：魔王城睡眠促進委員會

### 主題曲
片頭曲
作詞、作曲、編曲：新田目駿，主唱：栖夜公主（水瀨祈）
片尾曲「Gimmme!」
作詞：，作曲、編曲：小島英也，主唱：ORESAMA

### 各話列表
| 話數   | 標題                   | 劇本     | 分鏡     | 演出                         | 作畫監督                                                                                      | 總作畫監督        | 首播日期       |
| ------ | ---------------------- | -------- | -------- | ---------------------------- | --------------------------------------------------------------------------------------------- | ----------------- | -------------- |
| 第1夜  | 不夜城的公主           | 中村能子 | 山崎光惠 | 山崎光惠                     | 松下郁子 鈴木彩乃 瀧原美樹                                                                    | 菊池愛            | 2020年 10月6日 |
| 第2夜  | 公主與憤怒的毛茸茸     | 中村能子 | 野呂純惠 | 野呂純惠                     | 板倉健 柴田裕司 山本蓮雄                                                                      | 松下郁子          | 10月13日       |
| 第3夜  | 公主與禁斷的睿智       | 中村能子 | 齊藤哲人 | Mariachi Hug Yu              | 伊勢奈央子 館崎大 川本由記子 平塚知哉 上野卓志                                                | 菊永千里 海保仁美 | 10月20日       |
| 第4夜  | 公主與破壞與小小的冒險 | 土屋理敬 | 山崎光惠 | 守田藝成                     | 鈴木彩乃 中田亞希子 立口德孝                                                                  | 菊池愛            | 10月27日       |
| 第5夜  | 公主與戰鬥的女孩們     | 中村能子 | 野呂純惠 | 野呂純惠 大隈孝晴            | 瀧原美樹 板倉健 熊谷勝弘 中田亞希子 阿見圭之介                                                | 松下郁子          | 11月3日        |
| 第6夜  | 公主毫無迷惘的選擇     | 土屋理敬 | 島津裕行 | 野木森達哉                   | 伊勢奈央子 館崎大 平塚知哉 上野卓志 豚網                                                      | 菊永千里 海保仁美 | 11月10日       |
| 第7夜  | 更加不夜城的公主       | 中村能子 | 野呂純恵 | 白幡良志之 山崎光惠 野呂純恵 | 久保茉莉子 中田亞希子 伊勢奈央子 鈴木彩乃 立口徳孝                                            | 菊池愛            | 11月17日       |
| 第8夜  | 公主與魔族的可怕惡夢   | 土屋理敬 | 野呂純恵 | 守田芸成                     | 瀧原美樹 川本由記子 山本蓮雄 板倉健 平塚知哉 柴田裕司 熊谷勝弘                                | 松下郁子          | 11月24日       |
| 第9夜  | 公主與人質強化週       | 土屋理敬 | 野呂純恵 | 江副仁美                     | 伊勢奈央子 上野卓志 平塚知哉 板倉健 阿見圭之介                                                | 海保仁美 菊池政芳 | 12月1日        |
| 第10夜 | 公主與最後的城鎮       | 中村能子 | 齋藤哲人 | 野木森達哉                   | 久保茉莉子 中田亞希子 瀧原美樹 鈴木彩乃 立口徳孝 熊谷勝弘                                     | 菊池愛            | 12月8日        |
| 第11夜 | 公主的不眠之夢         | 土屋理敬 | 野呂純惠 | 添野惠                       | 德永沙也加 山本蓮雄 伊勢奈央子 平塚知哉 上野卓志 板倉健 小笠原憂 川本由記子                   | 松下郁子          | 12月15日       |
| 最終夜 | 魔王城的睡美人         | 中村能子 | 山崎光惠 | 山崎光惠 野呂純惠            | 中島千明 松下郁子 瀧原美樹 鈴木彩乃 久保茉莉子 江口麻里 板倉健 立口徳孝 中田亞希子 徳永沙也加 | 菊池愛 海保仁美   | 12月22日       |

### 播放平台
日本深夜動畫：下文記載的日本国内播放時間使用日本標準時間（UTC+9）表示。因為部分時間标识會採用30小时制，因此請留意这类超过24:00的时间，其實際播放時間為翌日清晨。
| 播放日期                | 播放時間                  | 播放電視台  | 播放地區 | 備註                                |
| ----------------------- | ------------------------- | ----------- | -------- | ----------------------------------- |
| 2020年10月6日－10月22日 | 星期二 2時00分－2時30分   | 東京電視台  | 關東地區 |                                     |
|                         | 星期二 22時00分－22時30分 | AT-X        | 日本全國 | CS放送／有重播                      |
| 2020年10月8日－10月24日 | 星期四 0時30分－1時00分   | BS東視      | 日本全國 | BS／BS4K放送                        |
| 2020年10月10日－1月8日  | 每週一到週五6點－7點      | i-Fun動漫台 | 臺灣     | 中華電信MOD內頻道 UTC+8、有重播時段 |

### BD
| 卷數 | 發售日期       | 收錄話數      | 規格編號    |
| ---- | -------------- | ------------- | ----------- |
| 1    | 2020年12月16日 | 第1話－第4話  | AMUANM-3711 |
| 2    | 2021年2月17日  | 第5話－第8話  | AMUANM-3721 |
| 3    | 2021年4月21日  | 第9話－第12話 | AMUANM-3731 |

### 網路廣播
2020年10月1日起，以為標題的網路廣播於每週四晚上7點（UTC+9）在超！A&G+發佈。主持人是飾演魔王塔索加雷的松岡禎丞。
來賓
- 第1回：石川界人（惡魔修道士）
- 第2回：石川界人（惡魔修道士）
- 第3回：水瀨祈（栖夜公主）

## 外部連結
- 週刊少年Sunday官網的介紹（日語）
- 台灣東販中文單行本（繁體中文）
- 電視動畫《魔王城說晚安》官網（日語）
- 電視動畫《魔王城說晚安》官方的X（前Twitter）（日語）